# Crkva sv. Ante Padovanskog u Podstrani
Crkva sv. Ante Padovanskog, crkva u Podstrani, općina Dugi Rat, zaštićeno kulturno dobro

## Opis dobra
Crkva sv. Ante u selu Podstrana sastoji se od dvije pravilno orijentirane međusobno povezane jednobrodne pravokutne građevine. Pročelje im je u 19. st. spojeno u gornjem dijelu zidom nad kojim je preslica s tri otvora za zvona. Građena je lomljenim kamenom, a pokrivena je s dva dvostrešna krova od kamenih ploča. Na glavnom pročelju sjeverne crkve su vrata s lukom nad kojima je bosančicom urezana godina 1666., a na južnoj je uzidan antički reljef Silvana i nimfi. Na južnom zidu je bočni ulaz s natpisom o polaganju temeljnog kamena na ćirilici. Unutrašnjost crkve je ožbukana, a u svakom brodu je drveni oltar iz 17. st. na zidanoj menzi. Uz crkvu je kameni zvonik iz 19. st.

## Zaštita
Pod oznakom Z-6856 zavedena je kao nepokretno kulturno dobro - pojedinačno, pravna statusa zaštićena kulturnog dobra, klasificirano kao "sakralna graditeljska baština".